# اتو شومان
اتو شومان (زاده ۱۸۸۶ - مرگ ۱۹۵۲) افسر آلمانی درجه دار اس‌اس در زمان جنگ جهانی دوم بود.

## زندگی
اتو شومان در ۱۱ سپتامبر ۱۸۸۶ در متز به دنیا آمد. در زمان جنگ جهانی اول در ارتش آلمان خدمت کرد. در این زمان مدال صلیب آهنین را دریافت کرد. پس از جنگ، در شرق پروس به عنوان استاندار شروع به کار کرد و سپس افسر پلیس شد. در سال ۱۹۳۳ به حزب ملی سوسیالیست کارگران آلمان پیوست و در سال ۱۹۳۹ در اس‌اس پذیرفته شد.
زمانی که جنگ جهانی دوم شروع شد، شومان در شچچین خدمت کرد. در ماه مه ۱۹۴۰ به لاهه در هلند منتقل شد و در آنجا ارتقا پیدا کرد. در ۳۰ ژانویه ۱۹۴۱، به درجه ژنرالی ارتقا پیدا کرد. در فوریه سال ۱۹۴۴ شومان به وین فرستاده شد و تا اکتبر ۱۹۴۴ در آنجا باقی ماند، و سپس به دوسلدورف رفت. شومان در سال ۱۹۵۲ در دتمولد درگذشت.